# Benissoda
Benissoda (em valenciano e oficialmente) ou Benisoda (em castelhano) é um município da Espanha na província de Valência, Comunidade Valenciana. Tem 4 km² de área e em 2021 tinha 441 habitantes (densidade: 110,3 hab./km²).

## Demografia
| Variação demográfica do município entre 1991 e 2004 | Variação demográfica do município entre 1991 e 2004 | Variação demográfica do município entre 1991 e 2004 | Variação demográfica do município entre 1991 e 2004 |
| --------------------------------------------------- | --------------------------------------------------- | --------------------------------------------------- | --------------------------------------------------- |
| 1991                                                | 1996                                                | 2001                                                | 2004                                                |
| 306                                                 | 291                                                 | 309                                                 | 320                                                 |